# 沙生茜草
沙生茜草（学名：Rubia deserticola）为茜草科茜草属下的一个种。

## 扩展阅读
- 維基物種上的相關：沙生茜草